# 비비안 블레인

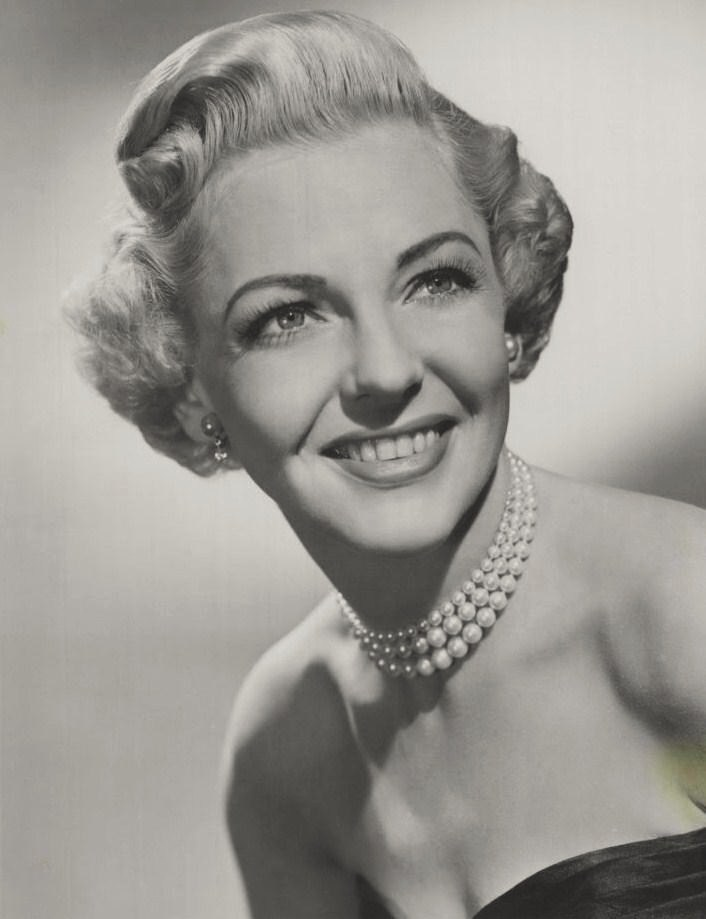

비비언 블레인(Vivian Blaine, 1921년 11월 21일 ~ 1995년 12월 9일)는 미국의 배우, 가수이다.
뉴어크에서 태어났으며 뉴욕에서 사망하였다. 사인은 심부전이다.

## 출연 작품
- 패러사이트 (1982년)
- 더 다크 (1979, The Dark)
- 모정 (1979년)
- 아가씨와 건달들 (1955년)
- 스커트 어호이 (1952년)
- 돌 페이스 (1946년)
- 쓰리 리틀 걸스 인 블루 (1946년)
- 놉 힐 (1945년)
- 어느 박람회장에서 생긴 일 (1945년)
- 썸딩 포 더 보이즈 (1944년)
- 그리니치 빌리지 (1944년)